# La Montagne entre nous
Pour plus de détails, voir Fiche technique et Distribution.
La Montagne entre nous (The Mountain Between Us) est un film d'aventure américain d'Hany Abu-Assad, sorti en 2017.
Le film met en scène un chirurgien, Ben Bass, et une reporter-photographe, Alex Martin, qui prennent ensemble un vol charter, un petit avion dont le pilote ne déclare pas son plan de vol. Malheureusement, leur avion s'écrase dans les montagnes et ils se retrouvent tous les deux perdus en altitude, dans une nature hostile. Ils vont devoir s'allier pour tenter de survivre et d'être secourus.

## Synopsis
Dans l'Idaho, le neurochirurgien Ben Bass (Idris Elba) et la journaliste Alex Martin (Kate Winslet) se retrouvent bloqués à l'aéroport en raison d'une tempête imminente ayant entraîné l'annulation des vols. Ayant chacun un motif urgent de partir (Ben est attendu pour opérer un garçon de dix ans et Alex doit se marier), ils décident de prendre un vol charter. Ils embarquent ainsi dans le petit avion de Walter (Beau Bridges) en compagnie du chien de ce dernier. Cependant, Walter fait un AVC pendant le vol et perd le contrôle de l'avion, qui s'écrase en pleine montagne. Après le crash, Ben se réveille et découvre que Walter est mort et Alex blessée à la jambe.
Ben s'occupe des blessures d'Alex, toujours inconsciente, et enterre le corps de Walter dans la neige. Trente-six heures après le crash, Alex se réveille et Ben l'informe de la situation : tous deux, ainsi que le chien, sont perdus en pleine montagne et Walter n'avait pas rempli de plan de vol, rendant leur localisation par les secours plus difficile, d'autant qu'ils réalisent qu'aucun d'eux n'a averti ses proches de leur changement de plan précipité. Alex suggère à Ben de partir en la laissant, mais le médecin refuse et continue à assister Alex. Plus tard, Ben décide d'escalader une crête dans l'espoir de repérer une route ou toute autre trace de civilisation. Cependant, il ne voit rien de tel et retourne à l'avion, échappant de justesse à une chute mortelle au passage. Pendant ce temps, l'avion où se trouvent toujours Alex et le chien est attaqué par un puma. Alex parvient à tuer la bête à l'aide d'un lance-fusées, mais le chien est blessé pendant son affrontement avec le fauve. À son retour, Ben soigne le chien et récupère le cadavre du puma en guise de nourriture.
Alex et Ben discutent de leur situation et la tension monte, Ben arguant qu'il serait en meilleure posture si Alex n'était pas là. Leurs opinions sur la stratégie à suivre divergent : Alex veut tenter de descendre la montagne en dépit de sa blessure alors que Ben préfère attendre que les secours localisent la balise de l'avion, qui était dans la queue qui s'est détachée lors du crash. Tous d'eux s'endorment fâchés. Au matin, Ben découvre qu'Alex a choisi de tenter le tout pour le tout et est partie avec le chien. Craignant pour leur survie, Ben décide de partir à leur recherche et finit par les rejoindre. En chemin, il retrouve la queue de l'avion qui contenait le transpondeur, mais découvre que celui-ci s'est cassé lors du choc, ce qui signifie que personne ne peut les localiser. Après une réconciliation, tous les trois continuent ensuite à descendre le long des flancs des montagnes jusqu'à atteindre la limite des arbres. Ils trouvent refuge dans une grotte et le lendemain matin, Alex repère un reflet à l'aide de son téléobjectif, indiquant une possible structure humaine. Les deux rescapés décident d'aller voir de quoi il s'agit. Faisant une pause sur une portion plane de terre enneigée, Ben s'éloigne pour retrouver le chien tandis qu'Alex, horrifiée, réalise qu'elle est assise sur un lac gelé dont la glace est en train de céder. Elle tombe dans l'eau mais est sauvée in extremis par Ben, qui l'amène à une cabane abandonnée, celle-là même qui avait causé le reflet vu par Alex.
Inconsciente, Alex tarde à se réveiller, ce qui inquiète beaucoup Ben. Elle doit reprendre des forces avant de repartir. Tandis que Ben est à l'extérieur de la cabane avec le chien, Alex fouille dans ses affaires et trouve son dictaphone avec un message de la femme de Ben, qu'elle décide d'écouter. Ben rentre à ce moment et, bien qu'ulcéré par la curiosité d'Alex, lui révèle enfin que sa femme, Sarah, est morte d'une tumeur cérébrale deux ans auparavant et qu'il n'a pas pu la sauver. Plus tard, alors que Ben s'apprête à sortir chercher du bois pour le feu, Alex et lui s'embrassent et finissent par faire l'amour. Le lendemain, Alex suggère à Ben de la laisser à l'abri dans la cabane et de partir chercher des secours. Dans un premier temps, Ben accepte, mais finit par rebrousser chemin et décide d'emmener Alex avec lui. Alors qu'ils sont endormis dans les bois, Ben est réveillé par le chien, qui le conduit jusqu'à apercevoir une scierie. Ben réveille Alex et ils se précipitent vers la scierie, mais la jambe de Ben est prise dans un piège à loup. Alex doit alors se rendre seule à la scierie et interpelle quelqu'un pour alerter les secours, avant de s'écrouler.
Ben se réveille à l'hôpital, où il retrouve Alex et son fiancé Mark (Dermot Mulroney), qui le remercie d'avoir sauvé sa promise. Ben répond qu'Alex lui a également sauvé la vie avant de quitter la chambre. Ben et Alex retournent ensuite à leur vie, Ben décidant de garder le chien et vivre à Londres. Alex tente tant bien que mal de faire sa vie avec Mark, mais le souvenir des événements sur la montagne continue de la hanter. Elle tente, à plusieurs reprises, d'appeler Ben, mais sans succès. En vidant enfin son sac de voyage, pour se débarrasser du contenu, dont son attelle, elle retrouve la pellicule photo et décide de la développer. Elle finit par envoyer à Ben des photos prises lors de leur aventure, dont une de lui prise le matin suivant leur nuit ensemble. Cela pousse Ben à appeler Alex, et les deux se retrouvent dans un restaurant asiatique. Elle est devenue enseignante, lui ne peut plus opérer à cause de ses doigts, il est simple médecin. Alex révèle qu'elle n'a finalement pas épousé Mark tandis que Ben avoue que s'il ne répondait pas au téléphone, c'est justement parce qu'il pensait qu'Alex s'était mariée. Les deux survivants finissent par se séparer sans réellement s'avouer leurs sentiments, mais font finalement demi-tour après quelques pas et se jettent l'un dans les bras de l'autre. S'ils ont survécu c'est justement parce qu'ils sont tombés amoureux l'un de l'autre. C'est leur amour qui leur a permis de s'en sortir.

## Fiche technique
- Titre original : The Mountain Between Us
- Titre français et québécois : La Montagne entre nous
- Réalisation : Hany Abu-Assad
- Scénario : Chris Weitz et J. Mills Goodloe, d'après le roman The Mountain Between Us de Charles Martin
- Photographie : Mandy Walker
- Montage : Lee Percy
- Décors : Shannon Gottlieb
- Costumes : Renee Ehrlich Kalfus
- Musique : Ramin Djawadi
- Production : Peter Chernin, Dylan Clark, David Ready, Redmond Morris, Jenno Topping
- Sociétés de production : Chernin Entertainment et Fox 2000 Pictures
- Société de distribution : 20th Century Fox (États-Unis, France)
- Format : couleur
- Genre : aventure, romance
- Durée : 112 minutes
- Budget : 35 millions de dollars
- Langue originale : anglais
- Pays d'origine :  États-Unis
- Dates de sortie :
  -  États-Unis,  Québec[1] : 6 octobre 2017
  -  France : 8 novembre 2017

## Distribution
- Idris Elba (VF : Jean-Paul Pitolin ; VQ : Patrick Chouinard) : Dr Benjamin « Ben » Bass
- Kate Winslet (VF : Anneliese Fromont ; VQ : Valérie Gagné) : Alexandra « Alex » Martin
- Dermot Mulroney (VF : Renaud Marx ; VQ : Daniel Picard) : Mark, le fiancé d'Alex
- Beau Bridges (VF : Patrice Melennec ; VQ : Marc Bellier) : Walter, le pilote
- Linda Sorensen (VF : Colette Marie ; VQ : Chantal Baril) : Pamela
- Marci T. House (VQ : Virginie Ranger-Beauregard) : Représentante de la compagnie aérienne
- Tintswalo Khumbuza (VQ : Véronique Marchand) : Sarah
- Bethany Brown (VQ : Manon Leblanc) : Serveuse de New York

 Source et légende : version française (VF) sur RS Doublage
 Source et légende : version québécoise (VQ) sur Doublage.qc.ca et DVD

## Production
| |  |  |
| Les acteurs Kate Winslet et Idris Elba à la première du film au Festival international du film de Toronto 2017 . |  |  |

### Genèse et développement
Le projet d'adaptation du roman de Charles Martin est impulsé en janvier 2012. Le réalisateur mexicain Gerardo Naranjo, remarqué pour son film Miss Bala sorti en 2011, est engagé pour mettre en scène le script de J. Mills Goodloe. Quelques mois plus tard, le scénariste Scott Frank réécrit le scénario de Goddloe. L'adaptation se concrétise seulement en 2014 lorsque le réalisateur palestinien Hany Abu-Assad remplace Naranjo et Chris Weitz est annoncé pour réécrire le scénario déjà existant,.

### Distribution des rôles
En mars 2012, Michael Fassbender est annoncé pour le rôle du docteur Ben Bass mais, deux ans plus tard, se désiste en raison d'emploi du temps surchargé. Charlie Hunnam le remplace et il est rejoint par Margot Robbie dans le rôle de la reporter-photographe. En novembre 2014, elle quitte le projet au profit de Rosamund Pike qui la remplace. En décembre 2015, Hunnam et Pike abandonnent tous les deux le film.
En février 2016, Idris Elba et Kate Winslet obtiennent les rôles principaux,. Quant à Dermot Mulroney, il est engagé pour le rôle du fiancé de la photographe.

### Tournage
Le tournage principal débute le 5 décembre 2016 à Vancouver, jusqu'au 24 février 2017,. Le 6 décembre 2016, quelques scènes sont tournées à l'aéroport international de Vancouver, puis à l'aéroport d'Abbotsford le lendemain. Après une pause pour les fêtes de fin d'année, le tournage reprend début janvier 2017 entre Invermere et le Panorama Mountain Village dans la vallée du Columbia. Kate Winslet tourne ensuite quelques scènes au Eagle Ridge Hospital de Port Moody le 8 février 2017.

## Bande originale
Sauf indication contraire, les informations mentionnées dans cette section peuvent être confirmées par la base de données cinématographiques IMDb,  présente dans la section « Liens externes ».
- Adagio de la Sonate en si mineur, pour violon et clavier (en) n°1 (BWV 1014) de Jean-Sébastien Bach.
- Time Go par Caught A Ghost (en) de 2014.
- Dusk Till Dawn par Zayn et Sia.
- Song for Someone par U2

Musiques non mentionnées dans le générique
Par Ramin Djawadi :
- The Mountain Between Us, durée : 6 min 10 s.
- Don't Say Anything, durée : 2 min 18 s.
- I'm Sorry, durée : 1 min 39 s.
- Rule of Three, durée : 3 min 27 s.
- Finding the Cabin, durée : 1 min 30 s.
- I'm Scared, durée : 1 min 14 s.
- They Can't Hear You, durée : 45 s.
- 1% Of Something, durée : 2 min 14 s.
- Trust Your Instinct, durée : 1 min 30 s.
- The Photograph, durée : 1 min 46 s.
- Flare Gun, durée : 2 min 4 s.
- Little Recorder, durée : 2 min 10 s.
- The Mountains, durée : 3 min 7 s.
- Separation, durée : 3 min 24 s.
- Not Today, durée : 2 min 15 s.
- I Feel Alive, durée : 2 min 39 s.
- Where Is the Dog?, durée : 1 min 27 s.
- Just Me and You, durée : 2 min 11 s.
- The Heart Is Just a Muscle, durée : 1 min 7 s.
- Meaning of Life, durée : 3 min 46 s.

## Accueil

### Accueil critique
Sur l'agrégateur américain Rotten Tomatoes, le film récolte 38 % d'opinions favorables pour 169 critiques. Sur Metacritic, il obtient une note moyenne de 48⁄100 pour 37 critiques.
En France, le site Allociné propose une note moyenne de 2,3⁄5 à partir de l'interprétation de critiques provenant de 12 titres de presse.